# Carlos Berrueta
Carlos Berrueta (auch: Carlos Berruetta, Carlos Berruela), vollständiger Name Carlos Ernesto Berrueta, (* 21. August 1961) ist ein ehemaliger uruguayischer Fußballspieler.

## Karriere

### Vereine
Mittelfeldakteur Berrueta gehörte zu Beginn seiner Karriere von 1978 bis 1979 und mindestens 1981 der Mannschaft des Danubio FC an. Von 1983 bis 1985 stand er in Reihen Nacional Montevideos, für dessen Team er im Rahmen der Copa Libertadores 1984 einen Treffer erzielte. In der Primera División traf er einmal bei saisonübergreifend 13 Einsätzen. 1983 wurden die „Bolsos“ genannten Montevideaner Uruguayischer Meister. Für den argentinischen Verein River Plate absolvierte er 1985 sechs Ligapartien (kein Tor). 1986 kehrte er zu Danubio zurück. Von 1987 bis 1989 war er für SD Aucas aktiv. Ab 1990 spielte er für LDU Quito und gewann mit dem Klub in jenem Jahr die ecuadorianische Meisterschaft. Das Engagement bei den Ecuadorianern endete zunächst 1992. Nach einer erneuten Zwischenstation bei Danubio im Jahr 1993 wird 1994 als letzter Verein in seiner aktiven Karriere abermals LDU Quito geführt.

### Nationalmannschaft
Berrueta gehörte er der uruguayischen Junioren-Nationalmannschaft an, die bei der WM 1981 das Viertelfinale erreichte. Dort kam er dreimal zum Einsatz und erzielte einen Treffer. Er wurde 1981 mit der uruguayischen U-20-Auswahl auch Südamerikameister an der Seite von Spielern wie José Batista, Santiago Ostolaza, Jorge da Silva und Enzo Francescoli. Im Verlaufe des Turniers wurde er von Trainer Aníbal Gutiérrez Ponce fünfmal (ein Tor) eingesetzt.

### Erfolge
- U-20-Südamerikameister: 1981
- Uruguayischer Meister: 1983
- Ecuadorianischer Meister: 1990